# Максима Горького (Запорожская область)
Максима Горького (укр. Максима Горького) — посёлок, Горьковский сельский совет, Акимовский район, Запорожская область, Украина.
Код КОАТУУ — 2320381001. Население по переписи 2001 года составляло 630 человек .
Является административным центром Горьковского сельского совета, в который, кроме того, входят сёла Весняное,
Михайловское и Степовое.

## Географическое положение
Посёлок Максима Горького находится на расстоянии в 0,5 км от сёл Михайловское и Степовое. По посёлку протекает пересыхающий ручей с запрудами.

## История
- 1932 — дата основания.

## Объекты социальной сферы
- Школа. Директор — Доротюк Г. Д.[2] Футбольная команда школы под руководством тренера Александра Рыжика участвовала во Всеукраинских финальных соревнованиях среди сельских школ[3].